# Jagdgeschwader 54
Il Jagdgeschwader 54 (JG 54 - 54º stormo caccia), soprannominato Grünherz (Cuori verdi), fu un reparto aereo della Luftwaffe, l'aeronautica militare tedesca, attivo dal 1939 al 1945. 
È stato il secondo stormo con il punteggio più alto della Luftwaffe dopo il JG 52 (+10.000 vittorie).
Tra i piloti di rilievo che volarono con il JG-54 c'erano Walter Nowotny, Otto Kittel, Hans-Ekkehard Bob, Max-Hellmuth Ostermann, Hugo Broch e Hannes Trautloft.

## Storia operativa

### Invasione della Polonia e Battaglia di Francia
Il JG-54 prese parte alla campagna di Polonia nel settembre-ottobre 1939. Equipaggiato con i Messerschmitt Bf 109, le sue operazioni consistevano in attacco al suolo, superiorità aerea e scorta degli Junkers Ju 87 "Stuka". Il JG-54 fu trasferito di nuovo in Germania il 9 ottobre 1939. Prima dell'invasione della Francia, durante un periodo noto come Strana guerra, operava principalmente in un ruolo di difesa aerea.
La Germania invase la Francia il 10 maggio 1940. La Luftwaffe operò avanzando di fronte all'esercito tedesco per distruggere aeroporti francesi e bombardare città, complessi industriali e snodi di trasporto. Il ruolo del JG-54 era quello di scortare i bombardieri (principalmente gli Stuka e gli Heinkel He 111) e di condurre spazzate di caccia nello spazio aereo francese per mantenere la superiorità aerea. L'unità operò anche a Dunkerque contro il corpo di spedizione britannico in evacuazione. Durante il periodo dal 10 maggio al 21 giugno (fino alla capitolazione della Francia), il JG-54 rivendicò, secondo la documentazione del JG-54, l'abbattimento di 17 aerei.
Prima della battaglia d'Inghilterra, lo stormo fu trasferito nei Paesi Bassi. In un raid britannico sull'aerodromo di Soesterberg, il III./JG-54 subì pesanti perdite, sia umane che di equipaggiamento. Mentre si trovava nei Paesi Bassi, l'unità rivendicò l'abbattimenti di altri 21 aerei.

### Battaglia d'Inghilterra
La battaglia d'Inghilterra iniziò tra la fine di luglio e l'inizio di agosto, con l'obiettivo di distruggere la RAF, un prerequisito per una possibile invasione terrestre della Gran Bretagna. I tre squadroni del JG-54 furono trasferiti negli aeroporti vicino a Calais. Il primo grande scontro in battaglia per il JG-54 avvenne il 5 agosto 1940, quando il I. e III. Staffeln attaccarono sei Spitfire dello No. 64 Squadron RAF sulla costa del Kent e ne abbatté due, subendo un Bf 109 danneggiato.
Insoddisfatto delle prestazioni nell'operazione, l'epurazione di Göring portò a una scossa di comando a metà del 1940. Il maggiore Hannes Trautloft fu posto al comando del JG-54. La battaglia d'Inghilterra si rivelò costosa sia per la Luftwaffe che per il JG-54. Lo stormo perse 43 piloti (il 40% della sua forza all'inizio delle operazioni): diciotto uccisi in azione e due in incidenti, tredici dispersi in azione e dieci fatti prigionieri. Il JG-54 però dichiarò che 238 aerei nemici furono distrutti. Dopo le scarse prestazioni della Luftwaffe, i tre squadroni furono assegnati a località separate in Germania e Francia.
Il 29 marzo 1941 il II. e III./JG-54 furono trasferiti nei Balcani, per la guerra contro la Jugoslavia. Con la campagna nei Balcani terminata, il numero di vittorie aeree dello stormo era salito a 376. L'unità fu spostata in Pomerania per convertirsi al Bf 109F in preparazione dell'operazione Barbarossa.

### Fronte orientale

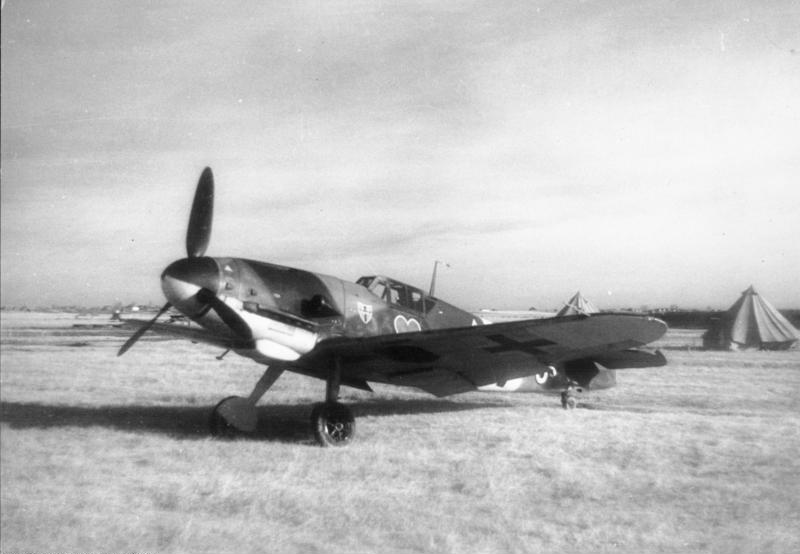
Un Bf 109G-2 del JG-54 sul fronte russo, agosto 1942

Durante l'operazione Barbarossa, ovvero l'invasione dell'Unione Sovietica avvenuta 22 giugno 1941, il JG-54 fu assegnato al gruppo d'armate Nord come parte della Luftflotte 1 della Luftwaffe. Fin dai primi giorni del conflitto, lo stormo si dimostrò uno dei più efficaci di tutto il fronte orientale. Il 30 giugno fu uno dei giorni di maggior successo dell'intera guerra: il JG-54 dichiarò non meno di 65 uccisioni (per lo più bombardieri senza caccia scorta) sulla città lettone di Daugavpils. Il "Grünherz" proseguì, appoggiando ancora il Gruppo d'armate Nord, verso il Golfo di Finlandia, combattendo attraverso Lituania, Estonia e Lettonia. Le operazioni del JG-54 nel 1941-43 avevano un duplice obiettivo: mantenere la pressione sul settore di Leningrado e ridurre quella sovietica sull'area del lago Il'men' sul fianco tedesco. Lo stormo rimase su quella parte del fronte orientale per gran parte della sua esistenza. Nel periodo dal 22 giugno al 5 dicembre 1941 l'unità distrusse 1.078 aerei sovietici a fronte delle 46 perdite in combattimento aereo e di un solo caccia a terra. Tale era il ritmo e la portata dei combattimenti che il JG-54 festeggiò il suo millesimo abbattimento il 1º agosto 1941, grazie al tenente Max-Hellmuth Ostermann.

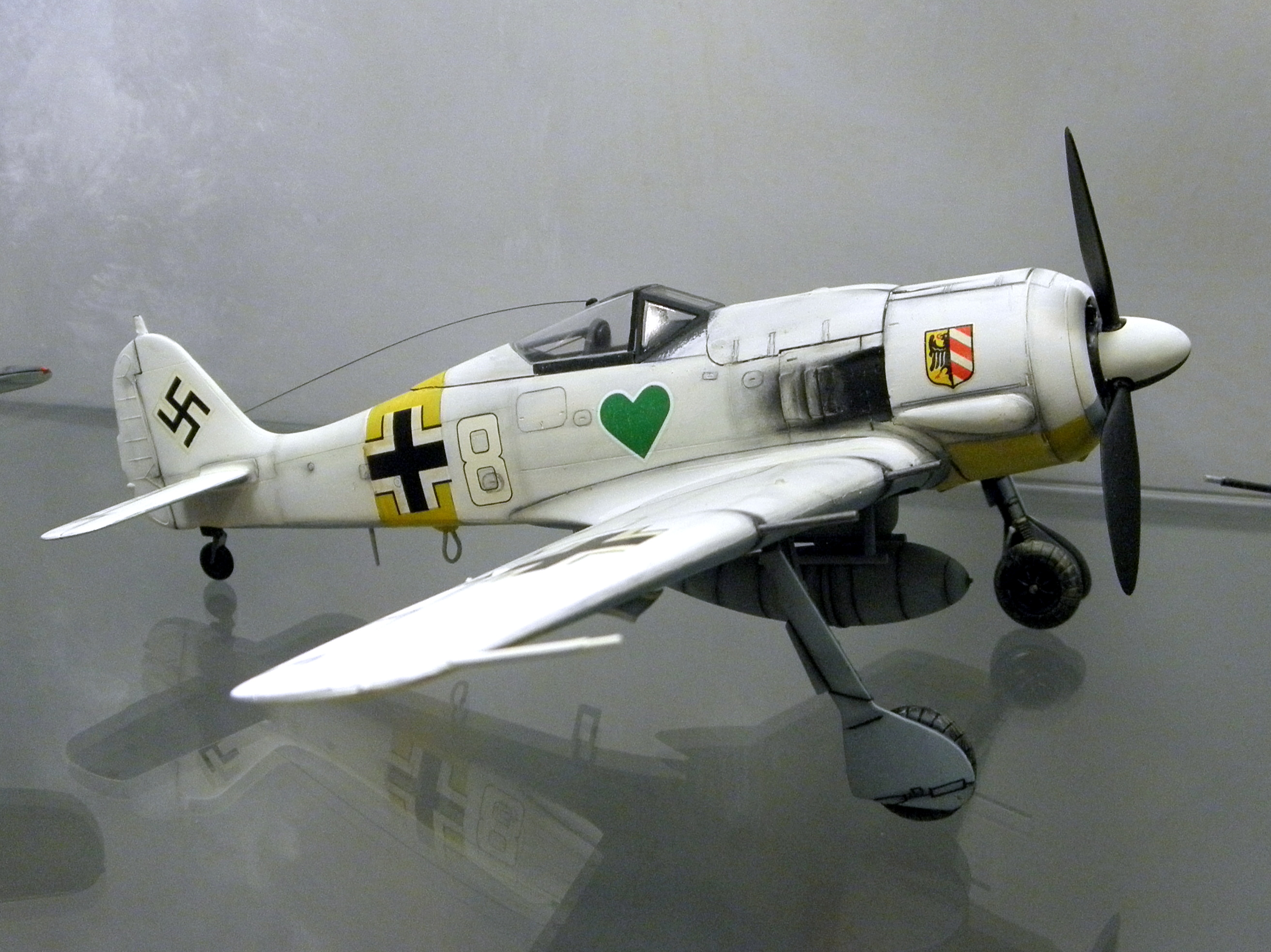
Modello in scala del Focke-Wulf Fw 190A-4 del Jagdgeschwader 54 in livrea invernale usato dal'asso Walter Nowotny in Russia nel novembre 1942.

Il JG-54 ricevette il suo primo Focke-Wulf Fw 190 nel febbraio del 1943. Il 19 di quel mese ottenne la sua 4.000ª vittoria aerea. Il 23 febbraio i "Grünherz" ottennero un'altra delle loro più grandi vittorie della guerra, ottenendo 32 uccisioni senza perdite, nella zona di Leningrado. Il giorno successivo il I e il III Gruppen ne rivendicarono altri 43. Nel febbraio 1943, il JG-54 aveva effettuato 21.453 sortite di guerra. Il I. Gruppe prese parte alla battaglia di Kursk nel luglio-agosto 1943. Al Feldwebel Helmut Missner fu attribuita la 5.000ª vittoria aerea dello stormo il 17 luglio. Ma il I Gruppe perse non meno di tre Kommandeuren consecutivi tra il 6 luglio e il 4 agosto. Inoltre, sempre a luglio, Trautloft lasciò il JG-54, quando il generale Adolf Galland gli chiese di unirsi al suo stato maggiore (terminò la guerra con 57 vittorie e la Croce di Cavaliere della Croce di Ferro). Dopo la sua partenza, lo stormo continuò ad operare nell'area del gruppo d'armate Nord e il numero delle loro vittorie aumentò continuamente. La 7.000ª richiesta del JG 54 fu avanzata il 23 marzo 1944, con la soglia degli 8.000 abbattimenti che venne superata il 15 agosto.
I., II. e IV./JG 54 pose fine alla guerra combattendo intorno alla regione baltica, sostenendo le truppe del Gruppo d'armate Nord attraverso la Lettonia e l'Estonia e nella sacca di Curlandia. Lo stormo non avrebbe mai potuto sperare di riconquistare la superiorità aerea contro il numero crescente degli aerei sovietici. I russi non sconfissero mai il Gruppo d'armate Nord, che resistette fino all'ultimo giorno di guerra, consegnando 210.000 tedeschi ai sovietici in Curlandia.
A tutti i restanti Fw-190 del JG-54 fu ordinato di volare a Flensburgo, sul confine tedesco-danese. 90 membri del personale dello stormo riuscirono a fuggire verso ovest per via aerea. La Marina tedesca evacuò il maggior numero possibile del restante personale di terra via nave.

### Fronte occidentale

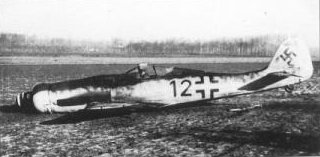
Un Fw 190D-9 del 10./JG 54 Grünherz, del tenente Theo Nibel, abbattuto, da una pernice che volò nel radiatore anteriore, vicino a Bruxelles il 1 gennaio 1945.

Nel febbraio del 1943 il III./JG 54 fu trasferito nuovamente a ovest per operazioni contro la RAF e l'USAAF. All'inizio operarono come gruppo autonomo equipaggiato con i Bf 109G, ma in seguito furono assegnati al JG-26. L'addestramento intensivo nelle tecniche più rigorose di combattimento sul fronte occidentale ebbe successo solo in parte, e l'Oberst Josef Priller, Geschwaderkmodore del JG 26, si prese a carico il III./54. A fine addestramento Priller si rifiutò di dichiarare operativo il gruppe, di conseguenza, il III./54 si trasferì nella Germania settentrionale, supportando lo Jagdgeschwader 1.
Nell'autunno del 1944 il III./JG-54 fu la prima unità della Luftwaffe ad essere dotata del nuovo Fw 190 D-9 "Dora". I D-9 furono utilizzati nelle missioni di difesa della base per i jet Me 262 del Kommando Nowotny, e successivamente sull'Europa nord-occidentale. All'inizio di dicembre erano disponibili 68 aerei operativi, ma a causa delle pesanti perdite il gruppo fu sciolto subito dopo. Il Gruppenkommandeur Robert Weiß e altri 12 piloti furono uccisi dai caccia della RAF solo il 29 dicembre 1944.
Alla fine del 1944 lo ZG-76 fu sciolto e i suoi piloti formarono il nucleo di un nuovo III./JG-54. Operando da Berlino, gli Fw-190 dell'unità videro un'intensa azione contro obiettivi terrestri sovietici come colonne di rifornimento stradali e ferroviarie, posizioni antiaeree, bunker e i ponti sul fiume Oder. Poche settimane prima della fine della guerra, il III./JG 54, impoverito, fu sciolto e assorbito dal JG-26.
Sebbene la documentazione della Luftwaffe sia stata distrutta alla fine della guerra, i documenti sopravvissuti indicano che il JG 54 perse 491 piloti uccisi in azione e 242 piloti dispersi. Altri 322 piloti furono feriti in azione. Il personale di terra perse 570 morti. Le perdite totali di aerei furono di circa 1.071 Bf 109 e 746 Fw 190.

## Ufficiali in comando del JG 54

### Geschwaderkommodore
- Maggiore Martin Mettig, 1 febbraio 1940 - 24 agosto 1940[13]
- Colonnello Hannes Trautloft, 25 agosto 1940 - 6 luglio 1943[13]
- Maggiore Hubertus von Bonin, 6 luglio 1943 - 15 dicembre 43[13]
- Oberstleutnant Anton Mader, 28 gennaio 1944 - 30 settembre 1944[13]
- Colonnello Dietrich Hrabak, 1 ottobre 1944 - 8 maggio 1945[13]

### Gruppenkommandeure

#### I./JG 54
- Maggiore Hans-Jürgen von Cramon-Taubadel, 15 settembre 1939 - 27 dicembre 1939[13]
- Capitano Hubertus von Bonin, 28 dicembre 1939 - 1 luglio 1941[13]
- Capitano Erich von Selle, 2 luglio 1941 - 20 dicembre 1941[13]
- Capitano Franz Eckerle, 20 dicembre 1941 - 14 febbraio 1942[13]
- Capitano Hans Philipp, 17 febbraio 1942-1 aprile 1943[13]
- Maggiore Reinhard Seiler, 15 aprile 1943 - 6 luglio 1943[13]
- Maggiore Gerhard Homuth, 1 agosto 1943 - 3 agosto 1943[13]
- Oberleutnant Hans Götz, 3 agosto 1943 - 4 agosto 1943[13]
- Capitano Walter Nowotny, 21 agosto 1943 - 4 febbraio 1944[13]
- Capitano Horst Ademeit, 4 febbraio 1944 - 8 agosto 1944[13]
- Capitano Franz Eisenach, 9 agosto 1944 - 8 maggio 1945[13]

#### II./JG 54
- Capitano Wilfried Müller-Rienzburg, 1 aprile 1938 – 9 gennaio 1940[13]
- Maggiore Albert Blumensaat, 10 gennaio 1940 – 5 febbraio 1940[13]
- Maggiore Richard Kraut, 5 febbraio 1940 – 10 luglio 1940[13]
- Capitano Otto Hans Winterer, 11 luglio 1940 – 14 agosto 1940[13]
- Capitano Dietrich Hrabak, 26 agosto 1940 – 27 ottobre 1942[13]
- Maggiore Hans Hahn, 19 novembre 1942 – 21 febbraio 1943[13]
- Capitano Heinrich Jung, 21 febbraio 1943 – 30 luglio 1943[13]
- Capitano Erich Rudorffer, 1 agosto 1943 – febbraio 1945[13]
- Capitano Herbert Findeisen, febbraio 1945 – 8 maggio 1945[13]

#### III./JG 54
- Maggiore Martin Mettig, 15 luglio 1939 – 2 febbraio 1940[13]
- Capitano Fritz Ultsch, 3 febbraio 1940 – 5 settembre 1940[13]
- Oberleutnant Günther Scholz, 6 settembre 1940 – 4 novembre 1940[13]
- Capitano Arnold Lignitz, 4 novembre 1940 – 30 settembre 1941[13]
- Capitano Reinhard Seiler, 1 ottobre 1941 – 15 aprile 1943[13]
- Capitano Siegfried Schnell, maggio 1943 – 11 febbraio 1944[13]
- Oberleutnant Rudolf Patzak, febbraio 1944 – 21 febbraio 1944[13]
- Capitano Rudolf Klemm, febbraio 1944 – March 1944[13]
- Capitano Rudolf Sinner, marzo 1944 – 10 marzo 1944[13]
- Maggiore Reinhard Schroer, 14 marzo 1944 – 20 luglio 1944[13]
- Capitano Robert Weiß, 21 luglio 1944 – 29 dicembre 1944[13]
- Oberleutnant Hans Dortenmann, gennaio 1945[13]
- Oberleutnant Wilhelm Heilmann, gennaio 1945 – 14 febbraio 1945[13]
- Maggiore Rudolf Klemm, 14 febbraio 1945 – 25 febbraio 1945[13]

#### IV./JG 54
- Capitano Erich Rudorffer, luglio 1943 – 30 luglio 1943[13]
- Capitano Rudolf Sinner, agosto 1943 – 11 febbraio 1944[13]
- Capitano Siegfried Schnell, 11 febbraio 1944 – 25 febbraio 1944[13]
- Capitano Gerhard Koall, febbraio 1944 – maggio 1944[13]
- Maggiore Wolfgang Späte, maggio 1944 – 30 settembre 1944[13]
- Capitano Rudolf Klemm, 1 ottobre 1944 – 12 febbraio 1945[13]